# Anning (rivière)
Pour les articles homonymes, voir Anning (homonymie).
La Anning (caractères chinois :  堵河)   est une rivière qui coule dans la province chinoise du  Sichuan au sud-ouest de la Chine. C'est un affluent du fleuve Yalong lui-même affluent du Yangzi Jiang. La rivière est longue de 388 kilomètres et son bassin versant a une superficie de 11 000 km2. Le débit de la rivière est de 142 m3/s.

## Description
La rivière Anning prend sa source au pied du Pusa Gang (菩薩崗 / 菩萨岗) dans le massif du Gongga Shan (Xian de Mianning) à une altitude de 2133 mètres. Elle coule dans une direction sud en traversant la ville-district de Xichang puis les xian de Dechang et de Miyi. La rivière circule généralement dans un terrain plat contrairement à toutes les autres cours d'eau qui coulent dans la région. Entre Mianning et Dechang sur une longueur de 125 kilomètres, la rivière circule dans une vallée relativement large (entre 4 et 10 kilomètres) dont la superficie totale atteint 1 800 km2. Les sols fertiles de cette vallée ont permis la culture des produits agricoles variés. La ville de Xichang est située dans la partie la plus large de cette vallée. La rivière se jette dans la rivière Yalong dans la circonscription de la ville-préfecture de Panzhihua. L'ensemble du cours de la rivière suit une faille tectonique active.

## Occupation humaine
La vallée de la rivière Anning est la patrie de la minorité ethnique des Yi (ethnie). La rivière et sa vallée ont de tout temps servi d'axe de communications entre les capitales provinciales de Chengdu et de Kunming. La vallée est empruntée par la ligne ferroviaire Chengdu–Kunming inaugurée en 1970 et par l'autoroute G5 Péking-Kunming achevée en 2018.   